# Władysław Kempfi
Władysław Feliks Kempfi (ur. 18 czerwca 1903 w Warszawie, zm. 23 kwietnia 1981 tamże) – prawnik, działacz narodowy, więzień Pawiaka i KL Sachsenhausen.

## Życie prywatne
Ojciec Feliks (1858-1908) był majstrem garbarskim, natomiast matka Józefa z Królikowskich po śmierci męża prowadziła sklep kolonialny na ul. Nowolipki. Związek małżeński zawarł z Marią Kobyłecką (ślubu udzielił im bp Antoni Szlagowski) w dniu 17 października 1931. Mieli córkę Marię i syna Andrzeja.

## Wykształcenie
Od 1915 uczęszczał do Gimnazjum im. Jana Zamoyskiego. Jako uczeń klasy 7 zaciągnął się w 1920 do wojska (4 miesiące służby w 8 Dywizjonie Artylerii Konnej jako kanonier – walczył pod Warszawą i na Wołyniu). W 1922 uzyskał maturę. W tym samym roku rozpoczął studia na Wydziale Prawa i Nauk Politycznych UW, kończąc kształcenie jako prawnik w 1927.

## Działalność społeczna i polityczna
Na studiach przystąpił do Młodzieży Wszechpolskiej. W 1925 pełnił funkcję komisarza „Tygodnia Akademika” w Warszawie. Od 1925 do 1927 był prezesem Koła Prawników UW. W 1926 współtworzył z Janem Korolcem i Janem Mosdorfem pismo „Głos Akademicki – głos opinii narodowej” (był redaktorem i wydawcą). W połowie lat 20. XX wieku przystąpił do korporacji Aquilonia. Od 27 listopada 1938 do wybuchu II wojny światowej był prezesem Związku Filistrów tej korporacji.
Od 1927 do 1929 przez dwie kadencje był prezesem Towarzystwa Bratniej Pomocy Studentów UW. Dzięki niemu powołano do życia Kuchnię Akademicką, zrównoważono budżet organizacji. Jeszcze w 1924 był sekretarzem VI zjazdu Ogólnopolskiego Związku Bratnich Pomocy (Poznań, 23-25 listopada 1924). Prezesurę w tej organizacji objął 13 grudnia 1927 (zjazd w Zakopanem). Za jego staraniem w tym mieście zbudowano sanatorium przeciwgruźlicze. Czynił starania o większe nakłady finansowe dla studiujących oraz w celu zachowania autonomii uniwersytetów. W 1927, z poparciem Młodzieży Wszechpolskiej, wszedł w skład Naczelnego Komitetu Akademickiego (jako wiceprezes), który był organem wykonawczym Związku Narodowego Polskiej Młodzieży Akademickiej. Wspólnie z prezesem Aleksandrem Heinrichem podejmował działania mające na celu odroczenie służby wojskowej dla studentów. Reprezentował polskie środowisko w Międzynarodowej Konferencji Studentów (C.I.E.), wchodząc w skład 23-osobowej delegacji (Paryż, 1928, m.in. obok wspomnianego Heinricha oraz Adama Doboszyńskiego). Z Heinrichem był członkiem wydziału wykonawczego Komitetu Stołeczno-Wojewódzkiego Pomocy Młodzieży Akademickiej (przewodniczącym był prof. Andrzej Pszenicki, rektor Politechniki Warszawskiej).
W 1928 zaangażował się w kampanię endecji w ramach Akademickiego Komitetu, który funkcjonował przy Komitecie Katolicko-Narodowym. Działał także w OWP. W latach 30. XX w. zaangażował się w funkcjonowanie ONR. Następnie związał się z ONR ABC, z ramienia którego (jako Narodowego Komitetu Radykalnego) został radnym warszawskim w 1938 (Klub Narodowo-Radykalny). Formalnie do organizacji przystąpił w styczniu 1939 (wchodził w skład Wydziału Gospodarczo-Finansowego).
Działał w Związku Popierania Polskiego Stanu Posiadania, był członkiem Zarządu tej organizacji. Był też prezesem Zarządu Grodzkiego Związku w Warszawie. Należał także do Związku Adwokatów Polskich (członek Zarządu Związku).

## Aktywność zawodowa
Wiosną 1927 postanowił rozpocząć aplikację sądową u Leona Supińskiego (prezes Sądu Okręgowego w Warszawie), załączając pozytywne opinie ks. Szlagowskiego oraz prof. Eugeniusza Jarry. Supiński, na polecenie Komisariatu Rządu na m.st. Warszawę, przekazał Kempfiemu oświadczenie do podpisania, że nie będzie się angażował politycznie. Kempfi odmówił. Na początku lat 30. XX w. został pracownikiem magistratu warszawskiego (był wiceprezesem związku zawodowego urzędników samorządowych). W 1933 zaczął aplikację adwokacką i dwa lata później został zaprzysiężony przed Adamem Chełmońskim, dziekanem warszawskiej Izby Adwokackiej. Kempfi kancelarię prowadził na ul. Konopczyńskiego 5/7.

## II wojna światowa
Po wybuchu wojny brał udział w obronie Warszawy (podporucznik 36 Pułku Piechoty Legii Akademickiej). W czasie okupacji z 14 na 15 kwietnia 1940 został zatrzymany przez Gestapo i po przesłuchaniach na al. Szucha trafił do Pawiaka, gdzie przebywał do 2 maja (w trakcie jego pobytu więzienie wizytował Heinrich Himmler). Następnie trafił do KL Sachsenhausen (4 maja 1940). Stąd w lipcu tego samego roku trafił do KL Mauthausen-Gusen, a potem do więzienia w Wiedniu. Po przewiezieniu do Warszawy ponownie trafił na Pawiak (przebywał tutaj jeszcze na przełomie października i listopada 1942). Dzięki staraniom żony udało się go uwolnić.

## Okres powojenny
Po zakończeniu wojny jako radca prawny Banku Gospodarstwa Krajowego pracował w Legnicy oraz Wrocławiu. W 1946 otrzymał wpis na listę adwokatów. Następnie sprowadził rodzinę. Oprócz pracy w BGK, prowadzenia własnej kancelarii, był radcą prawnym Banku Handlowego, Polskich Zakładów Zbożowych i innych instytucji funkcjonujących na terenie Wrocławia. W 1951 powrócił do Warszawy kontynuując pracę jako radca prawny. Od 1977 do 1979 był przewodniczącym Oddziału Stare Miasto Towarzystwa Przyjaciół Warszawy. Z jego inicjatywy wmurowano tablicę upamiętniającą korporację Aquilonię w kościele św. Anny.
Został pochowany w Warszawie na Starych Powązkach (kw. 247).